# Asso-Veral
Asso-Veral es una localidad española perteneciente al municipio de Sigüés, en la provincia de Zaragoza, comunidad autónoma de Aragón. Pertenece a la comarca de la Jacetania.